# Signe Kivi
Signe Kivi (n. 24 februarie 1957, Tallin, RSS Estonă, URSS) este o artistă textilă și politiciană estonă. Ea a fost membră în a legislatura a IX-a⁠(d), a X-a și a XIV-a a parlamentului unicameral al Estoniei (Riigikogu). Din  24 martie 1999 până la 3 septembrie 2002, Kivi a fost ministru al Culturii în guvernul lui Siim Kallas.

## Biografie
A absolvit școala secundară a 46-a din Tallinn în 1975 și în 1984 a absolvit Institutul de Artă de Stat al RSS Estone, cu specializare în textile.
Din 1985 până în 1991 a fost artistă la fabrica de artă ARS. Din 1988 este lector la Academia Estonă de Arte și membru al Uniunii Artiștilor Estonieni , iar din 1997 este profesoară. Între 2005 și 2015 a fost rector al Academiei Estone de Arte. La 4 aprilie 2017 a fost anunțată alegerea lui Signe Kivi în funcția de director al Muzeului de Artă din Tartu, ea a preluat mandatul la 26 iunie. A deținut această funcție între 2017 și 2019.
Din 1998 până în 2006 și din nou din 2014, Kivi a fost membră a Partidului Reformist Eston.
Ea a participat la numeroase expoziții de artă, a publicat articole de opinie în presă și a susținut prezentări la conferințe.
În 2001, a primit Ordinul Marea Cruce a Cavalerilor Leului din Finlanda. În 2004, a primit Ordinul Steaua Albă a Republicii Estonia, clasa a IV-a.
Mama ei este profesoara, lector și jurnalista Urve Buschmann, sora ei este Eva Luigas.
Este căsătorită cu Kalju Kivi, artist al Teatrului de Păpuși, împreună au cinci copii.